# Membrane tectoriale
La membrane tectoriale (ou ligament atloïdo-axoïdien postérieur) est un ligament de l'articulation atlanto-axoïdienne.
C'est une membrane large et fine qui relie le bord inférieur de l'arc postérieur de l'atlas aux bord supérieur des lame et de la base du processus épineux de l'axis. Elle supplée l'absence de ligament jaune entre l'atlas et l'axis.
En arrière, elle est en relation avec le muscle oblique inférieur de la tête.
De chaque côté, elle est perforée par le deuxième nerf cervical et ses deux branches terminales.